# Rudolf-von-Bennigsen-Ufer

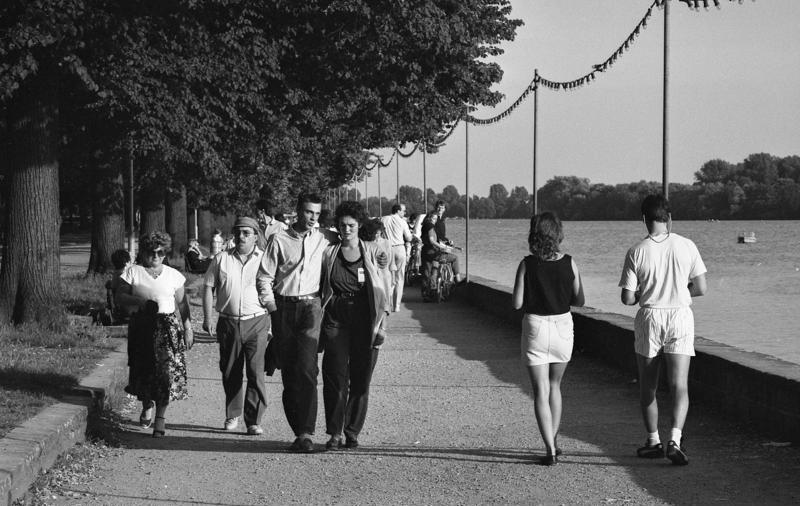
Teil des Rudolf-von-Bennigsen-Ufers: Fußgänger-Spazierweg am Ufer des Maschsees;
Foto von 1988; im Bestand des deutschen Bundesarchivs

Rudolf-von-Bennigsen-Ufer in Hannover nennt sich eine im 19. Jahrhundert angelegte Straße in den heutigen Stadtteilen Südstadt und Hannover-Waldhausen. Sie führt nahezu geradlinig östlich entlang des Maschsees vom Kurt-Schwitters-Platz bis zur Riepestraße.

## Geschichte
Der 1897 befestigte und nach dem im gleichen Jahr aus dem Amt geschiedenen Oberpräsidenten der preußischen Provinz Hannover Rudolf von Bennigsen benannte Verkehrsweg war ursprünglich Teil der Rudolf-von-Bennigsen-Straße. Die Hauptaufgabe der Straße westlich des Emmerbergs war seinerzeit vor allem die eines Dammes, der als geradlinige Randstraße das Überschwemmungsgebiet der Leine, der Masch, eindämmen sollte.
Nach der Anlage des Maschsees in der Zeit des Nationalsozialismus wurde die an seinem Ufer verlaufende Straße mitten im Zweiten Weltkrieg im Jahr 1942 nach dem damaligen Reichsminister Fritz Todt (1824–1942) in Todtufer umbenannt und behielt diesen Namen bis 1945.
Erst 1952 erhielt die Straße als Rudolf-von-Bennigsen-Ufer ihren heutigen Namen.
Der Abschnitt der Rudolf-von-Bennigsen-Straße zwischen dem Friedrichswall und dem heutigen Kurt-Schwitters-Platz wurde hingegen zu Am Maschpark und später Willy-Brandt-Allee.

## Bauwerke am Rudolf-von-Bennigsen-Ufer

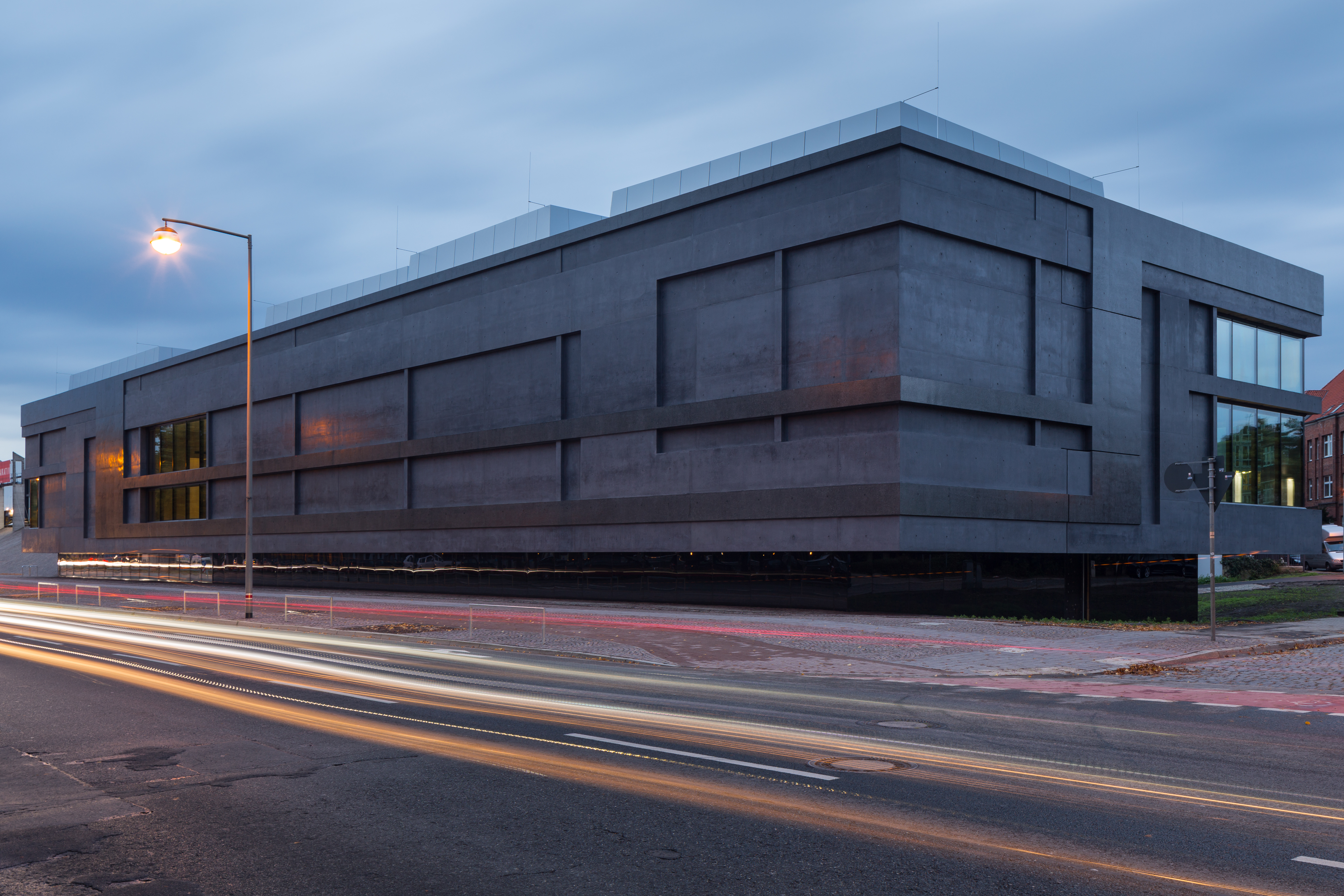
Erweiterungsbau des Sprengel Museums
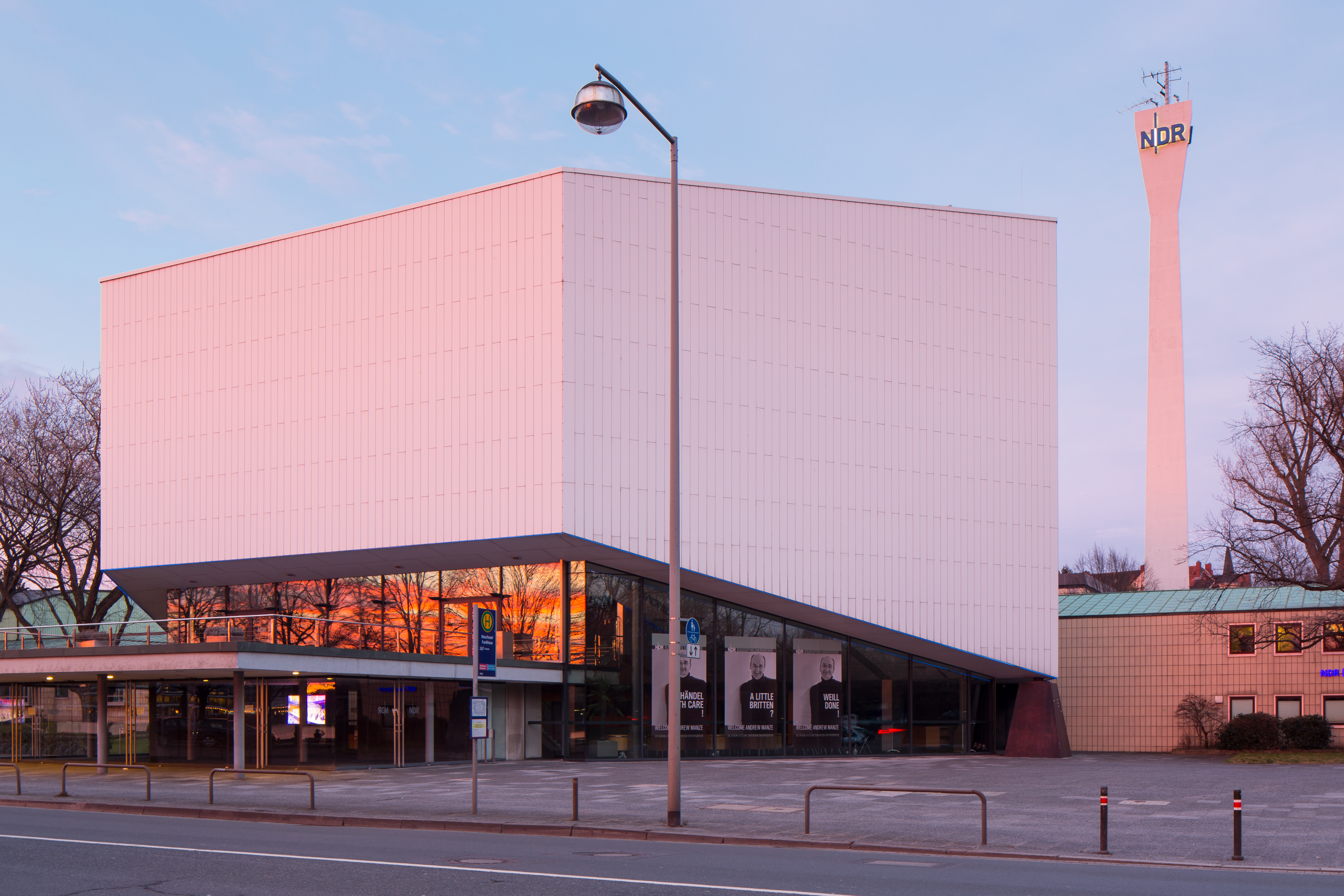
Der bis 1963 als Erweiterung des Landesfunkhauses Niedersachsen errichtete Große Sendesaal, darunter das Foyer; im Hintergrund die Betonnadel des Antennenturms